# Peppin Merino

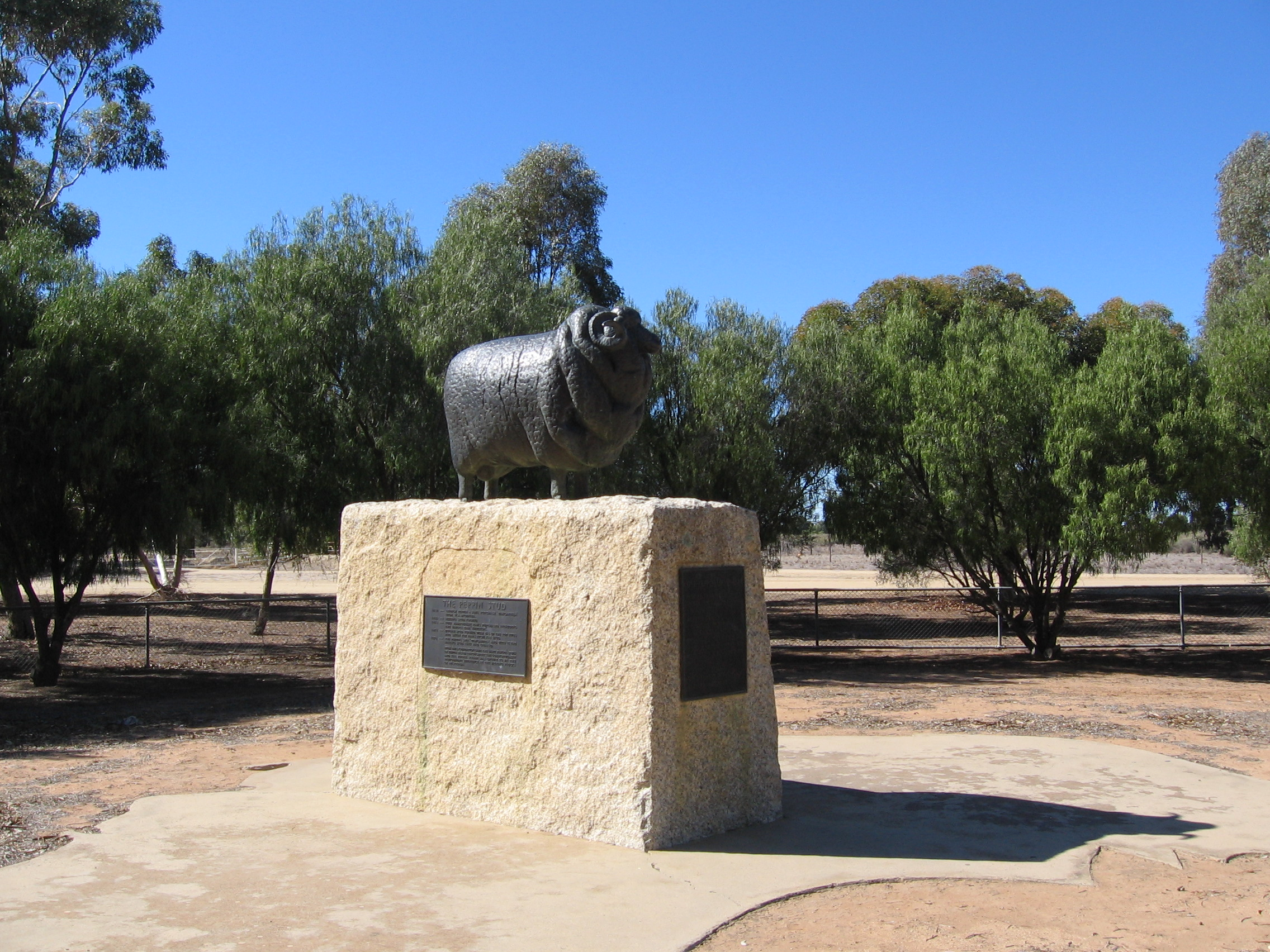
Tượng ghi công cừu Peppin Merino tại Wanganella, New South Wales

Peppin Merino là giống cừu Merino được nuôi để lấy lông, phần lớn là ở Úc. Giống Peppin Merino là quan trọng đến mức các nhà sản xuất lông cừu trên khắp nước Úc thường phân loại cừu của họ đơn giản là cừu Peppin hoặc không phải Peppin.
Sợi lông Peppin merino nằm trong khoảng 20 đến 23 micron. Cừu Peppin phổ biến ở các đàn cừu của Queensland, trên các sườn núi và đồng bằng của New South Wales, qua phía bắc Victoria và các vùng nuôi hỗn hợp của Nam Úc và Tây Úc. Nó cũng có thể được tìm thấy với số lượng đáng kể trong các khu vực có lượng mưa cao hơn của Victoria, Tasmania và New South Wales.

## Lịch sử
Vào tháng 3 năm 1858, anh em nhà Peppin, người đã di cư từ trang trại Old Shute, [2] Dulverton, Somerset ở Anh, mua Trạm Wanganella, gần thị trấn Wanganella ở quận Riverina của New South Wales. Anh em nhà Peppin sau đó đã chọn 200 con cừu cái nuôi và sau đó phát triển mạnh trong điều kiện địa phương và mua 100 cừu cái Rambouillet từ Nicholas Chadwick tại vùng Canally, New South Wales.
Các anh em nhà Peppin chủ yếu sử dụng cừu đực Saxon (một vài trong số những con cừu đực tại Victoria tốt nhất) và những con cừu đực Rambouillet, nhập khẩu bốn con vào năm 1860. Một trong số đó, con Hoàng đế, đã cắt được 11,4 kg lông cừu (5,1 kg lông cừu sạch). Họ cũng đã mua hai con của con cừu Old Grimes, một con cừu Vermont nổi tiếng, nhưng từ đó chúng chỉ được phát triển từ cừu trong giống của chúng.